# 双台子区
双台子区是辽宁省盘锦市下辖的一个市辖区。地處松遼平原南部，遼河下游，渤海之濱，南與興隆台區隔河相望，北與盤山縣毗鄰，土地面積112.9平方公里。

## 行政区划
双台子区下辖6个街道办事处、2个镇：
胜利街道、建设街道、红旗街道、辽河街道、铁东街道、双盛街道、统一镇和陆家镇。

## 人口
根据(辽宁省)盘锦市第七次全国人口普查公报显示：双台子区常住人口为214290人，男性人口占比49.58%，女性人口占比50.42%，年龄结构中0-14岁占比11.11%，15-59岁占比66.4%，60岁以上占比22.49%，65岁以上占比15.77%。

## 全国重点文物保护单位
- 侵华日本关东军护路守备队盘山分队旧址